# Respiration végétale
 (février 2017).
Si vous disposez d'ouvrages ou d'articles de référence ou si vous connaissez des sites web de qualité traitant du thème abordé ici, merci de compléter l'article en donnant les références utiles à sa vérifiabilité et en les liant à la section « Notes et références ».

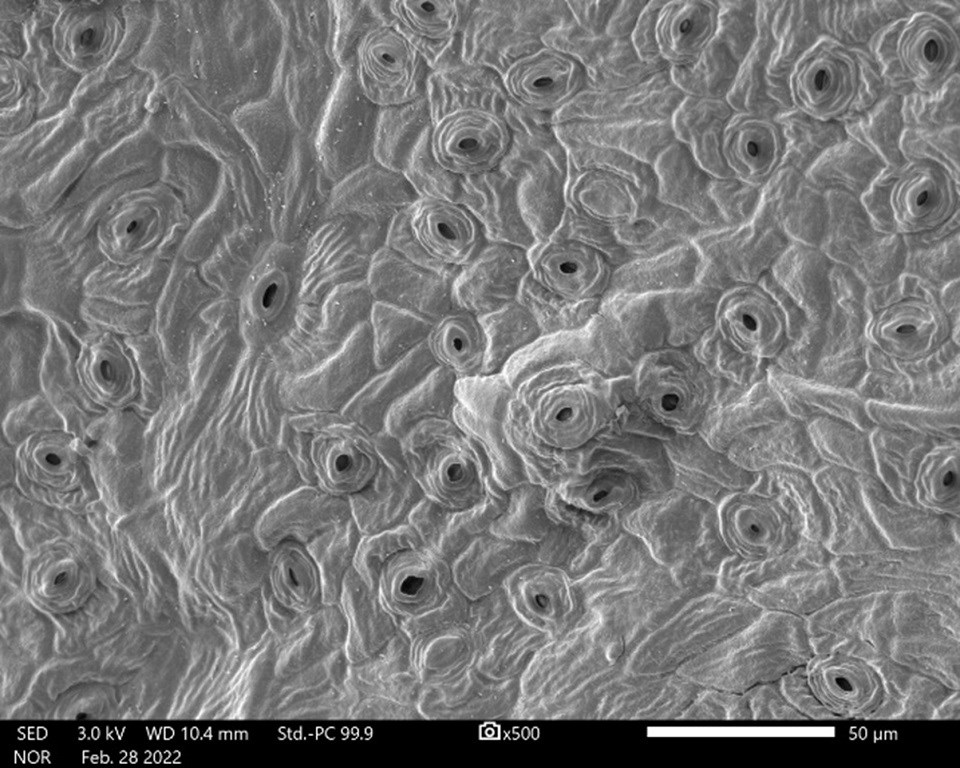
stomates à la surface d'une feuille, vus au microscope électronique.

La respiration végétale est le processus de respiration qui a lieu dans une plante.  

## Types
Il existe deux types de respiration chez les plantes :
1. La respiration cellulaire ou mitochondriale, qui intervient en permanence, jour et nuit, par absorption d'oxygène (O2), rejet de gaz carbonique (CO2) et rejet de vapeur d'eau (H2O vapeur). Elle est assurée par la chaîne respiratoire située dans la membrane des mitochondries.
2. La "respiration" photosynthétique par photosynthèse, qui intervient uniquement le jour en présence de lumière, par absorption de gaz carbonique (CO2), rejet massif d'oxygène (O2) et rejet de vapeur d'eau (H2O vapeur). À noter que la photosynthèse inclut, chez la plupart des plantes, une étape de suppression de produits toxiques (essentiellement la glycolate et l'ammoniaque), générés "par erreur" lors de la réaction. Cette étape, appelée "photorespiration ou cycle de Tolbert", absorbe de l'oxygène (O2) et rejette du gaz carbonique (CO2) comme pour la respiration cellulaire, mais en impliquant la coopération de trois organes cellulaires : le chloroplaste, la mitochondrie et le peroxysome.

À noter que l'oxygène, consommé pendant la respiration cellulaire et produit pendant la photosynthèse, est présent dans l'atmosphère en quantités beaucoup plus importantes et traverse également la feuille.
Les échanges gazeux avec le milieu ambiant (O2, CO2 et H2O vapeur) se font essentiellement par les stomates des feuilles chez les plantes terrestres, et par des aérenchymes chez les plantes aquatiques.

## Respiration cellulaire ou mitochondriale
La respiration cellulaire (dite aussi "respiration végétale" chez les plantes) est une réaction chimique à l'échelle de la cellule qui produit de l'énergie en oxydant les sucres issus de la photosynthèse.
Formule chimique : C6H12O6 + 6 O2 → 6 CO2 + 6 H2O + énergie
La réaction utilise les sucres (C6H12O6) produits par photosynthèse et l'oxygène (O2) capté dans l'air par les feuilles.
Elle produit de l'énergie stockée sous forme de 36 molécules d'ATP par molécule C6H12O6, ainsi que du gaz carbonique (CO2) et de la vapeur d'eau (H2O vapeur) rejetés dans l'atmosphère.
La réaction est réalisée par les mitochondries contenues dans les cellules.

## Photosynthèse et respiration
La photosynthèse est une réaction chimique produite par la lumière du soleil dans les plantes vertes (contenant de la chlorophylle).
Formule chimique : 12 H2O + 6 CO2 + lumière → C6H12O6 + 6 O2 + 6 H2O
La réaction utilise l'eau (H2O) puisée dans le sol par les racines et le gaz carbonique (CO2) capté dans l'air par les feuilles.
Elle produit des sucres (C6H12O6) stockés par la plante, ainsi que de l'oxygène (O2) et de la vapeur d'eau (H2O vapeur) rejetés dans l'atmosphère.
La photosynthèse se fait par les chloroplastes, situés essentiellement dans les feuilles.
Ce phénomène d'échange gazeux entre le végétal et le milieu se nomme la photosynthèse, qui est réalisée par la fonction carboxylase de l'enzyme Rubisco (Ribulose 1,5 biphosphate Carboxylase/Oxygénase). La fonction oxygénase de cette enzyme peut participer à la libération de CO2 et donc à la photorespiration. Ceci peut résulter d'un rapport CO2 / O2 faible (anoxie ou hypoxie) et donc à l'utilisation préférentielle du dioxygène (O2) par la Rubisco.
Diminution de la carboxylation (fixation du CO2) avec la température :
La solubilité des gaz diminuant avec la température, une augmentation de la température du végétal peut entraîner de plus faibles taux de CO2 et d'O2 au niveau des chloroplastes. Dans ce cas, la diminution de la fixation de CO2 sera majoritairement due à la diminution de la spécificité de la Rubisco envers le CO2. La Rubisco nécessite une Rubisco activase qui est dégradée à partir de 40 °C.
La température entraîne, de plus, une dégradation de certaines protéines, comme la protéine D1 du photosystème II : photosystème permettant le départ de la photosynthèse, il en résulte donc une augmentation de la respiration le jour.
Les cellules chlorophylliennes utilisent le carbone du CO2 pour fabriquer de la matière organique et rejettent l'oxygène restant. Il en résulte une production de sucres appelés photosynthèse servant à la croissance du végétal. 
Les cellules capables de fabriquer de la matière organique à partir de matière minérale sont des cellules autotrophes. Les autres sont dites hétérotrophes.